# Вудфорд (Південна Кароліна)
Вудфорд (англ. Woodford) — місто (англ. town) в США, в окрузі Оранджберг штату Південна Кароліна. Населення — 161 особа (2020).

## Географія
Вудфорд розташований за координатами 33°40′7″ пн. ш. 81°6′43″ зх. д. / 33.66861° пн. ш. 81.11194° зх. д. (33.668705, -81.111953).  За даними Бюро перепису населення США в 2010 році місто мало площу 2,03 км², уся площа — суходіл.

## Демографія
Згідно з переписом 2010 року, у місті мешкало 185 осіб у 73 домогосподарствах у складі 56 родин. Густота населення становила 91 особа/км².  Було 87 помешкань (43/км²).
Расовий склад населення:
| - 52,4 % — чорних або афроамериканців - 43,8 % — білих - 1,6 % — корінних американців - 2,2 % — осіб інших рас |

До двох чи більше рас належало 0,0 %. Частка іспаномовних становила 5,4 % від усіх жителів.
За віковим діапазоном населення розподілялося таким чином: 24,9 % — особи молодші 18 років, 58,3 % — особи у віці 18—64 років, 16,8 % — особи у віці 65 років та старші. Медіана віку мешканця становила 41,9 року. На 100 осіб жіночої статі у місті припадало 117,6 чоловіків;  на 100 жінок у віці від 18 років та старших — 110,6 чоловіків також старших 18 років.
Середній дохід на одне домашнє господарство  становив 40 237 доларів США (медіана — 33 542), а середній дохід на одну сім'ю — 49 888 доларів (медіана — 38 250). За межею бідності перебувало 21,3 % осіб, у тому числі 34,8 % дітей у віці до 18 років та 14,3 % осіб у віці 65 років та старших.
Цивільне працевлаштоване населення становило 49 осіб. Основні галузі зайнятості: виробництво — 49,0 %, освіта, охорона здоров'я та соціальна допомога — 20,4 %, науковці, спеціалісти, менеджери — 10,2 %, мистецтво, розваги та відпочинок — 8,2 %.